# Liste der Baudenkmäler in Gstadt am Chiemsee
Auf dieser Seite sind die Baudenkmäler in der oberbayerischen Gemeinde Gstadt am Chiemsee zusammengestellt. Diese Tabelle ist eine Teilliste der Liste der Baudenkmäler in Bayern. Grundlage ist die Bayerische Denkmalliste, die auf Basis des Bayerischen Denkmalschutzgesetzes vom 1. Oktober 1973 erstmals erstellt wurde und seither durch das Bayerische Landesamt für Denkmalpflege geführt wird. Die folgenden Angaben ersetzen nicht die rechtsverbindliche Auskunft der Denkmalschutzbehörde.

## Einzeldenkmäler

### Gstadt am Chiemsee
| Lage                                 | Objekt                                           | Beschreibung | Akten-Nr.              | Bild           |
| ------------------------------------ | ------------------------------------------------ | --- | ---------------------- | -------------- |
| Breitbrunner Straße 8 (Standort)     | Rundbogenportal                                  | 1829; am Stadel Kruzifix, 1. Hälfte 19. Jahrhundert | D-1-87-138-2 Wikidata  | weitere Bilder |
| Breitbrunner Straße 9, 11 (Standort) | Dreiseithof                                      | Wohnstallhaus, zweigeschossiger Satteldachbau, Wirtschaftsteil traufseitig mit reichem Zierbundwerk über gemauertem Erdgeschoss, 1. Hälfte 19. Jahrhundert; Stadel, Satteldachbau mit giebel- und traufseitigem Bundwerk über gemauertem Erdgeschoss, um Mitte 19. Jahrhundert; zugehöriges Zuhaus, zweigeschossiger Satteldachbau, Mitte 19. Jahrhundert | D-1-87-138-4 Wikidata  | weitere Bilder |
| Heidnerweg 7 (Standort)              | Wohnhaus des Malers Heinrich Heidner (1876–1974) | asymmetrisch gruppierter Bau, eingeschossig mit steilem Mansardwalmdach und Quergiebel, 1908/09. | D-1-87-138-30 Wikidata | BW             |
| Hermann-Gröber-Weg 3 (Standort)      | Landhaus                                         | ehemaliges Wohnhaus mit Atelier des Malers Hermann Groeber, Wohnhaus, eingeschossiger Satteldachbau mit gartenseitigem Souterrain, quer angeschlossenes Atelier mit einhüftigem Satteldach; Garage, Hof- und Gartenmauer, nach Plänen von German Bestelmeyer, frühe 1930er Jahre.                                                                         | D-1-87-138-40 Wikidata | weitere Bilder |
| Seeplatz 4 a (Standort)              | Katholische Kapelle St. Nikolaus                 | Massivbau mit achtseitigem Schindelzeltdach, um 1730. | D-1-87-138-6 Wikidata  | weitere Bilder |
| Seestraße 2 (Standort)               | Ehemaliges Bauernhaus                            | zweigeschossiger Massivbau mit Flachsatteldach, Wirtschaftsteil mit Bundwerk-Obergeschoss, 1. Hälfte 19. Jahrhundert | D-1-87-138-5 Wikidata  | weitere Bilder |
| Seestraße 13 (Standort)              | Katholische Filialkirche St. Peter und Paul      | Langhausmauern des Saalbaus wohl romanisch, eingezogener Chor und Turm 15. Jahrhundert, um 1720 barockisiert; mit Ausstattung; Friedhof mit Ummauerung, 17./18. Jahrhundert | D-1-87-138-1 Wikidata  | weitere Bilder |
| Seestraße 17 (Standort)              | Landhaus                                         | vornehmer zweigeschossiger Massivbau mit hohem Schopfwalmdach über hohem Sockelgeschoss mit Risalit, Standerker und Balkonen, nach Plänen von Baumeister Lorenz Scheck, 1910 | D-1-87-138-42          | weitere Bilder |

### Aisching
| Lage                     | Objekt | Beschreibung | Akten-Nr.              | Bild |
| ------------------------ | ------ | --- | ---------------------- | ---- |
| Aisching 6, 7 (Standort) | Villa  | sogenannte Zimmermann-Villa, zweigeschossiger Mansardwalmdachbau mit Putzgliederung und Risalit, 1889/90, von 1900 bis 1910 Wohnsitz des Malers Alfred Zimmermann; ehemaliges Atelierhaus des Malers Alfred Zimmermann, zweigeschossiger massiver, asymmetrisch angeordneter Schopfwalmdachbau mit Risalit, 1898/99. | D-1-87-138-37 Wikidata | BW   |

### Ed
| Lage            | Objekt                         | Beschreibung                                              | Akten-Nr.             | Bild                           |
| --------------- | ------------------------------ | --------------------------------------------------------- | --------------------- | ------------------------------ |
| Ed 1 (Standort) | Bundwerk mit Medaillon-Malerei | bezeichnet 1845; an den Traufseiten des Wirtschaftsteils. | D-1-87-138-7 Wikidata | Bundwerk mit Medaillon-Malerei |

### Gollenshausen am Chiemsee
| Lage                         | Objekt                                      | Beschreibung | Akten-Nr.              | Bild           |
| ---------------------------- | ------------------------------------------- | --- | ---------------------- | -------------- |
| Am See 2 (Standort)          | Ehemaliges Bauernhaus                       | Flachsatteldachbau mit Giebellaube, Obergeschoss in Blockbauweise über massivem Erdgeschoss, 1705, Ausbau und Bemalung modern. | D-1-87-138-10 Wikidata | weitere Bilder |
| Chiemseestraße 9 (Standort)  | Bauernhaus                                  | zweigeschossiger Flachsatteldachbau, Wohnteil mit Lauben, Wirtschaftsteil mit Bundwerk, bezeichnet 1854. | D-1-87-138-8 Wikidata  | weitere Bilder |
| Chiemseestraße 12 (Standort) | Ehemaliges Bauernhaus                       | zweigeschossiger Flachsatteldachbau mit traufseitiger Laube und Bundwerk-Obergeschoss, bezeichnet 1834, modern ausgebaut. | D-1-87-138-9 Wikidata  | weitere Bilder |
| Chiemseestraße 29 (Standort) | Eingemauerte Grabplatte aus Herrenchiemsee  | 1679. | D-1-87-138-11 Wikidata | BW             |
| Kirchplatz 2 (Standort)      | Pfarrhaus                                   | mit Flachsatteldach, Putzgliederung und traufseitigen Balkonen, 1874. | D-1-87-138-13 Wikidata | weitere Bilder |
| Kirchplatz 6 (Standort)      | Katholische Pfarrkirche St. Simon und Judas | spätgotischer Saalbau mit eingezogenem Chor und Westturm, 1. Hälfte 15. Jahrhundert, Langhausmauern wohl älter, Sakristei 2. Hälfte 15. Jahrhundert, Langhauswandpfeiler und Gewölbe 1495, Vorhaus 1721, Helm 1830; mit Ausstattung; Friedhofsummauerung spätmittelalterlich. | D-1-87-138-12 Wikidata | weitere Bilder |

### Lienzing
| Lage                  | Objekt                                                     | Beschreibung | Akten-Nr.              | Bild                                                       |
| --------------------- | ---------------------------------------------------------- | --- | ---------------------- | ---------------------------------------------------------- |
| Lienzing 1 (Standort) | Kleines Bauernhaus                                         | Flachsatteldachbau mit Blockbauobergeschoss über gemauertem Erdgeschoss und Giebelbundwerk, 18. Jahrhundert, Anbauten und abgeschlepptes Dach nach 1854. | D-1-87-138-14 Wikidata | Kleines Bauernhaus                                         |
| Lienzing 3 (Standort) | Zierbundwerk am Wirtschaftsteil                            | 1. Hälfte 19. Jahrhundert | D-1-87-138-15 Wikidata | Zierbundwerk am Wirtschaftsteil                            |
| Lienzing 5 (Standort) | Zwei eingelassene Marmorreliefs aus Kloster Herrenchiemsee | eines bezeichnet 1670. | D-1-87-138-16 Wikidata | Zwei eingelassene Marmorreliefs aus Kloster Herrenchiemsee |

### Mitterndorf
| Lage               | Objekt   | Beschreibung                                                         | Akten-Nr.              | Bild |
| ------------------ | -------- | -------------------------------------------------------------------- | ---------------------- | ---- |
| St 2093 (Standort) | Wegkreuz | gusseiserner Kruzifixus, bezeichnet 1883; am nordöstlichen Ortsrand. | D-1-87-138-18 Wikidata | BW   |

### Plötzing
| Lage                   | Objekt                 | Beschreibung | Akten-Nr.              | Bild |
| ---------------------- | ---------------------- | --- | ---------------------- | ---- |
| In Plötzing (Standort) | Zugehöriger Stadel     | Flachsatteldachbau in Ständerbohlenbauweise mit Bundwerk, 18. Jahrhundert, mit überbautem, zweigeschossigem Getreidekasten, 16./17. Jahrhundert | D-1-87-138-19 Wikidata | BW   |
| Plötzing 2 (Standort)  | Zugehöriger überbauter | erdgeschossiger Getreidekasten in Blockbauweise, 18./19. Jahrhundert; im Stadel.                                                                | D-1-87-138-20 Wikidata | BW   |

### Preinersdorf
| Lage                        | Objekt               | Beschreibung | Akten-Nr.              | Bild |
| --------------------------- | -------------------- | --- | ---------------------- | ---- |
| Preinersdorf 1 (Standort)   | Ehemalige Hofkapelle | kleiner Massivbau mit Satteldach, wohl letztes Viertel 19. Jahrhundert; mit Ausstattung.                                  | D-1-87-138-24 Wikidata | BW   |
| Preinersdorf 3 (Standort)   | Zugehöriger Stadel   | Frackdachbau mit Bundwerk und überbautem, zweigeschossigem Getreidekasten in Blockbauweise, Mitte 19. und 18. Jahrhundert | D-1-87-138-23 Wikidata | BW   |
| Preinersdorf 4 a (Standort) | Zugehöriger Stadel   | Flachsatteldachbau mit Bundwerk, 1. Hälfte 19. Jahrhundert                                                                | D-1-87-138-22 Wikidata | BW   |

### Schalchen
| Lage                   | Objekt                         | Beschreibung | Akten-Nr.     | Bild |
| ---------------------- | ------------------------------ | --- | ------------- | ---- |
| Schalchen 7 (Standort) | Villa, sog. Landhaus Schalchen | zum Chiemsee hin geöffnete Dreiflügelanlage, westlich Wohnhaus, zweigeschossiger Mansardwalmdachbau, baulich angeschlossener zweigeschossiger Flügel mit Satteldach und hofseitigen Arkaden, abgewinkelter eingeschossiger Satteldachbau mit Zeltdachabschluss, im Reformstil, von Otto Heinrich Riemerschmid, 1904-06; waldartige Gartenanlage mit großen Lichtungen, Terrasse, Skulpturen und Freitreppe zum See; Hafen mit Einfassung und Bootshaus, gleichzeitig | D-1-87-138-36 | BW   |

### Söll
| Lage              | Objekt                                   | Beschreibung                                                                                                   | Akten-Nr.              | Bild |
| ----------------- | ---------------------------------------- | --- | ---------------------- | ---- |
| Söll 1 (Standort) | Zugehöriger freistehender Getreidekasten | Flachsatteldachbau mit Blockbau-Obergeschoss über gemauertem Erdgeschoss und Bundwerküberbau, bezeichnet 1822. | D-1-87-138-26 Wikidata | BW   |
| Söll 6 (Standort) | Zugehöriger Stadel                       | Flachsatteldachbau mit Bundwerk über gemauertem Erdgeschoss, 1. Hälfte 19. Jahrhundert                         | D-1-87-138-29 Wikidata | BW   |

### Weingarten
| Lage                    | Objekt                                      | Beschreibung | Akten-Nr.              | Bild                                        |
| ----------------------- | ------------------------------------------- | --- | ---------------------- | ------------------------------------------- |
| Weingarten 1 (Standort) | Zugehörig ehemaliges Waschhaus und Schmiede | erdgeschossig mit überstehendem Flachsatteldach und giebelseitiger Malerei, um Mitte 19. Jahrhundert; östlich vor dem Mentl-Hof. | D-1-87-138-33 Wikidata | Zugehörig ehemaliges Waschhaus und Schmiede |
| Weingarten 2 (Standort) | Stattlicher Einfirsthof (Jochham-Hof)       | bezeichnet 1869, Wohnteil zweigeschossig mit Kniestock, Giebellaube und barockisierenden Fassadenmalereien von 1969, Stallteil gewölbt, Traufbundwerk am Tennenteil; zugehörig Ruine des ehemaligen Austragshauses, ehemals zweigeschossig mit Blockbau-Kniestock, wohl letztes Drittel 19. Jahrhundert | D-1-87-138-31 Wikidata | BW                                          |
| Weingarten 4 (Standort) | Ehemals Bauernhaus (Schachnerhof)           | zweigeschossiger Wohnteil mit Flachsatteldach, Putzbänderung, Giebel- und Traufseitlaube, um 1850. | D-1-87-138-32 Wikidata | BW                                          |

## Ehemalige Baudenkmäler
In diesem Abschnitt sind Objekte aufgeführt, die früher einmal in der Denkmalliste eingetragen waren, jetzt aber nicht mehr. Objekte, die in anderem Zusammenhang also z. B. als Teil eines Baudenkmals weiter eingetragen sind, sollen hier nicht aufgeführt werden. Aktennummern in diesem Abschnitt sind ehemalige, jetzt nicht mehr gültige Aktennummern.

| Lage                                   | Objekt                               | Beschreibung | Akten-Nr.              | Bild |
| -------------------------------------- | ------------------------------------ | --- | ---------------------- | ---- |
| Gstadt Seestraße 48 (Standort)         | Villa, sog. Landhaus „Gstadter Wald“ | Nordwestseite breitgelagert und zweigeschossig mit Schopfwalmdach, gedrungener Erkerturm an der Nordecke und Treppenturm an der Westecke, zur Seeseite mit Mansardwalmdach, Zwerchhaus und vorgewölbter Loggia, nach Westen hin abgeschleppter Anbau mit Pultdach, im Reformstil, von Otto Heinrich Riemerschmid, 1907; im Garten Treppen und Terrassierungen aus Beton mit Wandbrunnen, gleichzeitig. | D-1-87-138-41          | BW   |
| Lienzing Lienzing 6 (Standort)         | Gemälde                              | Darstellung des Hl. Josef, von Franz Nikolaus Streicher um 1780/82, ursprünglich Seitenaltarblatt in der Stiftskirche Herrenchiemsee. | D-1-87-138-17 Wikidata | BW   |
| Preinersdorf Preinersdorf 1 (Standort) | Zugehöriger Stadel                   | zweigeschossiger Frackdachbau mit Bundwerk und überbautem Getreidekasten in Blockbauweise im Obergeschoss, 2. Hälfte 19. Jahrhundert | D-1-87-138-21 Wikidata | BW   |
| Schalchen (Standort)                   | Wegkreuz                             | 1. Hälfte 17. Jahrhundert; an der Straße, Richtung Gollenshausen. | D-1-87-138-25 Wikidata | BW   |
| Söll Söll 2 (Standort)                 | Gemälde St. Leonhard                 | 1667, wohl aus der Kirche von Gollenshausen. | D-1-87-138-27 Wikidata | BW   |
| Söll Söll 4 (Standort)                 | Kreuztragender Christus              | Schnitzfigur, um 1700, aus Kloster Herrenchiemsee. | D-1-87-138-28 Wikidata | BW   |